# Romancing in Thin Air
Pour plus de détails, voir Fiche technique et Distribution.
Romancing in Thin Air (高海拔之戀II, Gao hai ba zhi lian II) est une comédie romantique sino-hongkongaise co-produite et réalisée par Johnnie To et sortie en 2012 à Hong Kong,.

## Synopsis
Alors qu'il est sur scène pour recevoir un prix d'acteur, la star du cinéma hongkongais Michael Lau (Louis Koo) demande en mariage l'actrice continentale Ding Yuanyuan (Gao Yuanyuan). Lors de la réception de mariage pleine de paparazzis, la mariée s'enfuit cependant avec son premier amour, le mineur de charbon Zhang Xing (Wang Baoqiang).
Michael noie son chagrin dans l'alcool et s'endort par inadvertance à l'arrière d'un camion à destination de Shangri-La au Yunnan. À l'hôtel des Bois profonds, une maison d'hôtes de style ranch à 3 800 mètres d'altitude, le malheureux Michael tombe gravement malade en raison du mal de l'altitude et est soigné par la propriétaire Sue (Sammi Cheng) et le médecin local (Tien Niu).
Sue est une ancienne étudiante en art de Hong Kong qui travaillait à l'hôtel pendant ses études en Chine et est tombée amoureuse du lieu et de son propriétaire, Yang Xiaotian (Li Guangjie). Il y a sept ans, Xiaotian s'est rendu dans la grande forêt entourant la maison d'hôtes pour sauver un jeune garçon et n'est jamais revenu. Espérant toujours qu'il soit toujours en vie, Sue continue de diriger l'endroit avec deux assistants.
Michael se dégrise et découvre que Sue était un des premiers membres de son fan club international. Un flashback révèle une romance parallèle dans laquelle Michael a contribué à rapprocher Tian et Sue. Pendant ce temps, la manager de Michael, Barbara (Huang Yi (en)), essaie toujours de le retrouver. Un jour, un sac à dos en lambeaux appartenant à Xiaotian est retrouvé dans la forêt.

## Fiche technique
- Titre original : 衝上雲霄
- Titre international : Romancing in Thin Air
- Réalisation : Johnnie To
- Scénario : Wai Ka-fai, Yau Nai-hoi, Ryker Chan et Jevons Au
- Photographie : Cheng Siu-Keung
- Montage : Guy Zerafa (de)
- Musique : David Richardson et Allen Leung
- Production : Johnnie To, Wai Ka-fai, Zhang Guoli (en), Shi Dongming et John Chong
- Société de production : Media Asia Films et Milkyway Image
- Société de distribution : Media Asia Films
- Pays d'origine :  Hong Kong et  Chine
- Langue originale : cantonais et mandarin
- Format : couleur
- Genre : comédie romantique
- Durée : 111 minutes
- Dates de sortie :
  - Chine, Hong Kong et Singapour : 9 février 2012
  - Malaisie : 16 février 2012

## Distribution
- Louis Koo : Liu Baiqian/Michael Liu
- Sammi Cheng : Sau/Sue
- Li Guangjie : Yang Xiaotian
- Gao Yuanyuan : Ding Yuanyuan
- Wang Baoqiang : Zhang Xing
- Huang Yi (en) : Barbara
- Tien Niu : doctor
- Wilfred Lau : Xiaolei, l'assistant de Barbara
- Yang Yi : l'assistante joufflue de Sue
- Sun Jiayi : la grande assistante de Sue
- Fu Chuanjie : le prêtre
- Li Haitao : le chef du groupe de recherche
- Chan Kung : le émcanicien
- Ji Chen : Xiaotian
- Yang Zhongliang : grand-père
- Zhao Yinlou : grand-mère
- Gesanglamu : la sœur de Xiaoliang
- Hung Wai-leung : l'assistant de Michael
- Mak Kai-kwong : le directeur commercial
- Calvin Lam : le reporter
- Elanie Tsang : le reporter
- Lo Kim-wah : le réalisateur
- Fu Shusheng : grand-père
- Xu Feifei : grand-mère
- Li Qiuer : la sœur de Xiaoliang
- Jiang Binshen : le professeur